# Wissous
 Wissous  es una población y comuna francesa, ubicada en la región de Isla de Francia, departamento de Essonne, en el distrito de Palaiseau y cantón de Chilly-Mazarin.

## Demografía
| 780 | 702 | 661 | 744 | 818 | 857 | 816 | 764 | 766 | 811 | 816 | 741 | 812 | 749 | 819 | 821 | 876 | 776 | 814 | 845 | 908 | 1 222 | 1 426 | 1 500 | 1 505 | 2 053 | 3 477 | 3 955 | 4 402 | 4 394 | 4 888 | 5 160 | 5 112 |
| Para los censos de 1962 a 1999 la población legal corresponde a la población sin duplicidades (Fuente: INSEE [Consultar]) |     |     |     |     |     |     |     |     |     |     |     |     |     |     |     |     |     |     |     |     |       |       |       |       |       |       |       |       |       |       |       |       |